# Além da Alienação
Além da Alienação é o terceiro álbum de estúdio da banda brasileira João Penca e Seus Miquinhos Amestrados. Foi lançado em 1988 pela RCA Records. O álbum conta com a participação de Virginie Boutaud, do Metrô, na faixa "Sem Ilusões".

## Covers e paródias
Todos os álbuns de João Penca apresentam covers e paródias em língua portuguesa dos anos 40 e 1950, rock and roll, rockabilly e músicas de surf da década de 1960.
"A Louca do Humaitá"
Uma paródia de "Ring Around Your Neck" de Holl Ister e Thomas Nolan.

## Faixas
| N.º | Título                                                     | Duração |  |
| 1.  | "Sparring"                                                 | 3:33    |  |
| 2.  | "A Louca do Humaitá" (The Madwoman from Humaitá)           | 2:22    |  |
| 3.  | "Sem Ilusões" (Without Illusions — feat. Virginie Boutaud) | 3:25    |  |
| 4.  | "Pronta?" (Ready?)                                         | 3:13    |  |
| 5.  | "Perdidos no Espaço" (Lost in Space)                       | 4:21    |  |
| 6.  | "Banana Split"                                             | 2:47    |  |
| 7.  | "Homem de Saia" (Man in a Skirt)                           | 3:19    |  |
| 8.  | "Jazz Jazz"                                                | 2:27    |  |
| 9.  | "Vodu" (Voodoo)                                            | 3:00    |  |
| 10. | "Muzak"                                                    | 2:38    |  |
| 11. | "Hino do J.P.M.A." (Anthem of J.P.M.A.)                    | 2:39    |  |